# (3071) Nesterov
(3071) Nesterov (1973 FT1; 1950 EN; 1961 ED; 1979 HT3; 1982 UC7; 1982 XD4; A910 CA) ist ein ungefähr 20 Kilometer großer Asteroid des äußeren Hauptgürtels, der am 28. März 1973 von der russischen (damals: Sowjetunion) Astronomin Tamara Michailowna Smirnowa am Krim-Observatorium (Zweigstelle Nautschnyj) auf der Halbinsel Krim (IAU-Code 095) entdeckt wurde. Er gehört zur Themis-Familie, einer Gruppe von Asteroiden, die nach (24) Themis benannt ist.

## Benennung
(3071) Nesterov wurde nach dem russischen Piloten und Flugzeugkonstrukteur Pjotr Nikolajewitsch Nesterow (1887–1914) benannt, der eine Reihe von Flugformationen, darunter den Looping, als erster Pilot flog.